# Зарічний (Нижньоломовський район)
Зарі́чний (рос. Заречный) — селище у складі Нижньоломовського району Пензенської області, Росія.
Населення — 7 осіб (2010; 18 у 2002).
Національний склад станом на 2002 рік:
- росіяни — 94 %